# シウダー・フアレス国際空港
シウダー・フアレス国際空港（シウダー・フアレスこくさいくうこう）は、メキシコのチワワ州にある空港。シウダー・フアレスの7km南東に位置している。
シウダー・フアレスはアメリカ国境を挟んでエルパソと接しており、エルパソ国際空港も近い。

## 主な就航路線
- メキシコシティ、グアダラハラ、モンテレイ、カンクン、レオン、ティフアナ、エルモシージョ、ラ・パス、プエルト・バヤルタ